# Star Wars : Comics Magazine
Star Wars, la saga en BD est un magazine bimestriel de 80 pages publié par les éditions Delcourt depuis mai 2006. Il est rebaptisé Star Wars Comics Magazine en janvier 2013 pour être, à son tour, stoppé en novembre 2014.

## Présentation
Toutes sortes d'aventures, se déroulant à différentes époques de la chronologie de Star Wars, sont présentées dans le magazine. Elles impliquent les personnages principaux de la saga mais aussi des personnages de l’univers étendu.

## Historique
La première incursion de Delcourt dans les kiosques, Star Wars Episode I, était une série de trois numéros (Obi-Wan Kenobi, Anakin Skywalker et Qui-Gon Jinn) coédités avec Panini en 1999, à l'occasion de la sortie du film La Menace fantôme.
Sept ans plus tard en mai 2006, Delcourt édite un nouveau magazine en kiosque sous le titre Star Wars BD magazine. À partir du no 3, le nom est modifié en Star Wars, la saga en BD. Ce changement de titre « a été opéré afin d'écarter tout risque de confusion avec un autre support dédié aux univers de George Lucas, l'excellent Lucasfilm Magazine » explique Thierry Mornet le rédacteur en chef du magazine dans l'éditorial du no 3.
En septembre 2007, à l'occasion des trente ans de Star Wars, le magazine publie son premier hors-série de cent pages, incluant des récits inédits, deux posters géants et proposant deux couvertures alternatives pour un même contenu. Fort de ce succès, deux autres hors-séries verront le jour en juin 2008 et en juin 2009.
En février 2010, les éditions Atlas, appuyées par Delcourt, lance un nouveau magazine, le Star Wars Comics Collector. Pendant quatre-vingt numéros, celui-ci propose une réédition des bandes dessinés Star Wars édités par Marvel Comics de 1977 à 1986.
En mai 2010, pour fêter le 30e anniversaire du film L’Empire contre-attaque, le no 25 est proposé avec deux couvertures différentes, dont une illustrée par le dessinateur Benjamin Carré.
En novembre 2012, dans l'édito du numéro 40, Thierry Mornet annonce la fin de la formule entièrement consacrée à la BD. Le magazine accueille dès le numéro suivant des articles consacrés à l'univers Stars Wars. Le magazine change également de format et de titre, devenant Star Wars Comics magazine.
En novembre 2014, dans l'édito du numéro 12 de Star Wars Comics Magazine, Thierry Mornet annonce la fin du magazine à la suite de la renégociation des droits Star Wars par Disney. En janvier 2015, de la licence Star Wars en bande dessinée est publiée en France conjointement par Panini (qui publiera les nouvelles séries de comics Marvel) et par les Éditions Delcourt, qui conservent l'intégralité des droits auparavant acquis, auxquels viennent s'ajouter Star Wars Rebels et divers titres jeunesse.

## Les numéros de la première formule
1. Les Aventures inédites des héros de la saga ! (mai 2006) - Epuisé
  - Loyautés, l’avènement de Vador (Republic #78)
  - La Planète des morts (Planet of the Dead in Tales #17)
  - Les Fantômes de Hoth (Ghosts of Hoth in Tales #17)
  - Au début (In the beginning in Tales #11)
  - Boba Fett : semeur de mort (Boba Fett: Agent of Doom)
2. Dark Vador lance l’épuration des Jedi (juillet 2006) - Epuisé
  - Purge (Purge)
  - Premières Impressions (First Impressions in Tales #15)
  - Le Journal de Leia (The Princess Leia Diaries in Tales #11)
  - Officier modèle (Empire #35)
3. Le Dernier Combat des Jedi (septembre 2006) - Epuisé
  - Dans l’inconnu, partie 1 (Republic #79)
  - Pente glissante (Slipery Slope in Tales #15)
  - Fais-le ou ne le fais pas (Do or do not in Tales #15)
  - Cœur de feu (Heart of fire in Dark Horse Extra #35-37)
  - L’Effondrement de nouveaux empires (Collapsing New Empires in Tales #19)
  - Dark Maul : marqué (Marked in Tales #24)
  - Dark Maul : sans nom (Nameless in Tales #10)
4. Boba Fett : la voie du guerrier (novembre 2006)
  - Dans l’inconnu, partie 2 (Republic #80)
  - Boba Fett : dépouillé, mais jamais désarmé (Outbid but never outgunned in Tales #7)
  - Boba Fett : la voie du guerrier (The Way of the Warrior in Tales #18)
  - Mémoire libre (Free Memory in Tales #10)
  - Ni vu, ni entendu (Unseen, unheard in Tales #24)
5. La Guerre des clones (janvier 2007) - Epuisé
  - Une question d’honneur (Honor Bound in Tales #22)
  - Le Sith dans l’ombre (The Sith in Shadow in Tales #13)
  - L’Ère de l’ancienne République (Crossroads in Knights of the Old Republic #0)
  - La Lune empoisonnée (Poison Moon in Dark Horse Extra #44-47)
  - Naufragés (Marooned in Tales #22)
  - Une soirée en ville (Mara Jade: a Night on the Town in Tales #1)
6. Outlander, une nouvelle grande saga à suivre ! (mars 2007)
  - Outlander, parties 1 & 2 (Star Wars #7-8)
  - Sur ses positions (Entrenched in Star Wars Visionaries)
  - Seulement de routine (Star Wars Free Comic Book Day 2006)
7. Outlander, la saga continue ! (mai 2007)
  - Outlander, parties 3 & 4 (Star Wars #9-10)
  - Kenix Kil, la chute des héros (Bounty Hunters : Kenix Kil)
  - Kenix Kil, une conviction inébranlable (Hard currency in Dark Horse Extra #21-24)
8. La Conclusion de la saga Outlander (juillet 2007)
  - Outlander, parties 5 & 6 (Star Wars #11-12)
  - Escadron Rogue : prélude (X-Wing Rogue Squadron #½)
9. La Jeunesse de Luke Skywalker (septembre 2007) - Epuisé
  - Princesse… et guerrière, partie 1 (Empire #5)
  - Star Crash (Star Wars #27)
  - La Ballade de Luke Skywalker (Luke Skywalker’s Walkabout in 1999 Dark Horse Presents Jr.)
  - Boba Fett : tout se paye (Payback in Tales #18)
  - La Leçon (The Lesson in Tales #14)

- HS1 - Star Wars spécial 30e anniversaire (octobre 2007)
  - Égaux mais opposés (Equals and Opposites in Tales #21)
  - De l’ombre à la lumière (Shadows and Light in Tales #23)
  - Tag & Bink sont morts (Tag and Bink are dead #1-2)
  - La Conscience du seigneur noir (Dark Lord’s Conscience in Devilworlds #1)

1. Les Origines du général Grievous (novembre 2007)
  - Princesse… et guerrière, partie 2 (Empire #6)
  - Dark Vador : un destin tout tracé (Walking the path that’s given in Tales #21)
  - Chat échaudé (Once Bitten in Tales #12)
  - Les Yeux de la révolution (Eyes Of Revolution in Star Wars Visionnaries)
2. Émissaires à Malastare (janvier 2008) - Epuisé
  - Émissaires à Malastare, parties 1 & 2 (Star Wars #13-14)
  - Une histoire de Saint-Valentin (A Valentine’s story)
3. Le Guide de Star Wars Chevaliers de l’ancienne République (mars 2008)
  - Émissaires à Malastare, parties 3 & 4 (Star Wars #15-16)
  - Chevaliers de l’ancienne République (Knights of the Old Republic Handbook)
  - L’Apprenti (The Apprentice in Tales #17)
4. Han Solo : le récit que vous n’auriez jamais imaginé ! (mai 2008) - Epuisé
  - Émissaires à Malastare, parties 5 & 6 (Star Wars #17-18)
  - Contes de Mos Eisley (The Hovel on Terk Street in Tales #6)
  - Dans le Grand Inconnu (Into the Great Unknown in Tales #19)

- HS2 - Le Retour de Tag & Bink (juin 2008)
  - Tag & Bink : le retour (The Return of Tag & Bink - Special Edition #1)
  - Tag & Bink : la revanche de la menace des clones ! (Tag & Bink - Revenge of the Clone Menace)
  - Le Chant d’Aurra Sing (Aurra’s Song in Annual 2000 Girls Rule!)
  - Tag & Bink : la vengeance (The Revenge of Tag & Bink in Tales #12)
  - Dark Maul : vieilles blessures (Old Wounds in Star Wars Visionaries)
  - Le Conteur (Storyteller in Tales #19)

1. Stormtroopers forever (juillet 2008)
  - Le Courage de se mettre à couvert (Empire #23)
  - Le Bleu (Legacy #4)
  - Si j’avais un cœur (Mostly Automatic in Tales from Mos Eisley)
  - Apocalypse Endor ! (Apocalypse Endor in Tales #14)
2. Villie et la version devaronnienne (septembre 2008)
  - La Version devaronienne (Star Wars #40-41)
  - La Crique des méduses (Light of Duty in Tales from Mos Eisley)
  - Mauvaises Affaires (Bad business in Tales #8)
3. The Clone Wars : les secrets de la série animée (novembre 2008)
  - La Vie de Roons Sewell (Empire #10-11)
  - L’Histoire de Heggs (Heggs’ Tale in Tales from Mos Eisley)
  - Le Salaire des canailles (The Bounty Hunters - Scoundrel's Wages)
4. Cible : Dark Vador (janvier 2009)
  - Cible : Dark Vador (Empire #19)
  - Mace Windu : le secret de Tet-Ami (The Secret of Tet-Ami in Tales #13)
  - Plein de ressources (Full of Surprises in Star Wars Hasbro/Toys R Us Exclusive)
  - Justice aveugle (Blind Fury! in Devilworlds #1)
  - Boba Fett : sacrifice (Empire #7)
5. Han Solo & Chewbacca (mars 2009)
  - Coup de bluff (Empire #24-25)
  - Une arme des plus précieuses (Most Précious Weapon in Star Wars Hasbro/Toys R Us Exclusive)
  - Shadow Stalker, partie 1 (Shadow Stalker pages 1 à 14)
  - Le Vol du Faucon (The Flight Of The Falcon in Devilworlds #1)
6. Conseil Jedi : actes de guerre (mai 2009)
  - Conseil Jedi : actes de guerre, parties 1 & 2 (Jedi Council - Acts Of War #1-2)
  - Shadow Stalker, partie 2 (Shadow Stalker pages 15 à 28)
  - La Pratique avant tout ! (Practice Makes Perfect in Star Wars Hasbro/Toys R Us Exclusive)
  - La rouille ne dort jamais (Rust Never Sleeps in Devilworlds #2)

- HS3 - Les Chroniques de Jabba le Hutt : Gros Gizz et Spiker (juin 2009)
  - Les Chroniques de Jabba : Gros Gizz & Spiker (The Jabba Tape)
  - Gros Gizz & Spiker : relique mortelle (Sand Blasted in Tales #4)
  - Luke Skywalker : le jour qui suivit l’étoile noire… (The Day after the Death Star in Luke Skywalker, Last Hope for the Galaxy)
  - Luke Skywalker : menaces fantômes… (Phantom Menaces in Tales #17)
  - Star Wars : Hoth (Hoth in Tales #5)

1. Conseil Jedi : actes de guerre (juillet 2009)
  - Conseil Jedi : actes de guerre, parties 3 & 4 (Jedi Council - Acts Of War #3-4)
  - Au fond des bois (Deep forest in Star Wars Visionaries)
  - Machines de guerre ! (Machines of War in Star Wars Hasbro/Toys R Us Exclusive)
  - Tilotny a créé une forme… (Tilotny Throws a Shape in Devilworld #2)
2. Leïa, princesse et guerrière (septembre 2009)
  - Leïa, princesse et guerrière (Empire #20-21)
  - Boba Fett : carnage (Empire #28)
  - Désastre dans l’Empire (The Pandora Effect in Devilworld #2)
3. Dark Sidious : révélations (novembre 2009)
  - Han, Leïa & Chewbacca (Empire #22)
  - La Reine Amidala (Star Wars: Episode I - Queen Amidala)
  - Le Sabre-laser perdu (The Lost Lightsaber in Tales #19)
  - Dark Sidious Sithisis (Sithisis in Star Wars Visionaries)
  - Voyage au pays des ombres… (Dark Journey in Tales #17)
  - Une longue et sale journée (The Long, Bad Day in Tales #16)
4. Han Solo : Underworld (janvier 2010)
  - Honneur et devoir, partie 1 (Republic # 46)
  - Underworld, partie 1 (Underworld: The Yavin Vassilika #1)
  - Extermination (Boba Fett: Overkill)
  - Pour quelques miettes de plus… (This Crumb for Hire)
  - Les Vertus du renseignement (The Value Of Proper Intelligence… in Tales #19)
5. Invasion : les Yuuzhan Vong attaquent (mars 2010)
  - Honneur et devoir, partie 2 (Republic # 47)
  - Underworld, partie 2 (Underworld: The Yavin Vassilika #2)
  - Pacte avec un démon (Deal with a Demon in Tales #3)
  - La Ruse du chevalier noir (Dark Knight's Devilry in Devilworld #1)
  - L’Autre (The Other in Tales #16)
6. Purge : Dark Vador traque les Jedi (mai 2010)
  - Honneur et devoir, partie 3 (Republic # 48)
  - Underworld, partie 3 (Underworld: The Yavin Vassilika #3)
  - La Purge des Jedi (Star Wars Purge: A Second To Die)
7. La pègre se déchaîne (juillet 2010)
  - Underworld, partie 4 (Underworld: The Yavin Vassilika #4)
  - Dark Vador : le prix du pouvoir (Empire #31)
  - Général Skywalker, partie 1 (Empire #26)
8. Numéro spécial Boba Fett (septembre 2010)
  - Underworld, partie 5 (Underworld: The Yavin Vassilika #5)
  - Général Skywalker, partie 2 (Empire #27)
  - Boba Fett: Sauvetage (Boba Fett #1/2: Salvage)
  - La Main de Luke (The Secret Tales of Luke's Hand in Tales #8)
  - C-3PO et R2-D2 - Pièces Détachées (Spare Parts in Tales #4)
9. La Purge des Jedi continue (novembre 2010)
  - Purge : La lame cachée (Star Wars Purge: The Hidden Blade)
  - Droïdes de protocole (Droids: The Protocol Offensive)
  - Routine (Routine in Tales #2)
10. Deux nouvelles séries : Le Cristal de Kaiburr et La Rivière du Chaos (janvier 2011)
  - Le Cristal de Kaiburr, partie 1 (Splinter of the Mind's Eye #1)
  - La Rivière du Chaos, partie 1 (River of Chaos #1)
  - Les Commandos de Lando (Lando's Commandos: On Eagles' Wings in Tales #5)
  - Padmé : Un songe d'été (A Summer's Dream in Tales #5)
11. Durge : Dans l'ombre des Sith (mars 2011)
  - Le Cristal de Kaiburr, partie 2 (Splinter of the Mind's Eye #2)
  - La Rivière du Chaos, partie 2 (River of Chaos #2)
  - Durge : Prototypes (Prototypes in Star Wars Visionaries)
  - Skippy Le droïde Jedi (Skippy the Jedi Droid in Tales #1)
  - Capitaine C-3PO (Captain Threepio in Tales #8)
12. (mai 2011)
  - Le Cristal de Kaiburr, partie 3 (Splinter of the Mind's Eye #3)
  - La Rivière du Chaos, partie 3 (River of Chaos #3)
  - Yaddle : celle d’en-bas (Yaddle's Tale: The One Below in Tales #5)
  - Rebel(le) Club (The Rebel Club in Tales #19)
13. La fin de Star Wars Legacy (juillet 2011)
  - Le Cristal de Kaiburr, partie 4 (Splinter of the Mind's Eye #4)
  - La Rivière du Chaos, partie 4 (River of Chaos #4)
  - Starfighter Crossbones, partie 1 (Starfighter - Crossbones #1)
  - Les Rebel Four (The Rebel Four in Tales #9)
14. The Old Republic Dossier spécial (septembre 2011)
  - Starfighter Crossbones, partie 2 (Starfighter - Crossbones #2)
  - The Old Republic – Risques de Paix, partie 1 (The Old Republic - Threat of peace #1)
  - Ki-Adi-Mundi – Prélude à la Rébellion (Prelude to Rebellion #0)
  - Mace Windu - Les Pierres (Stones in Tales #13)
  - Tempête de Sable (Sandstorm in Tales #15)
  - Le Droïde Poubelle (Junkheap Hero in Tales #6)
  - P’tit Dark Maul (Hate Leads to Lollipops in Tales #9)
15. L'Ordre Jedi (novembre 2011)
  - Starfighter Crossbones, partie 3 (Starfighter - Crossbones #3)
  - The Old Republic – Risques de Paix, partie 2 (The Old Republic - Threat of peace #2)
  - Les pirates de l’Étoile noire (Death Star Pirates in Tales #8)
  - Celui qui reste caché (The Hidden in Tales #6)
16. Le Guide complet de la série X-Wing (janvier 2012)
  - La Quête des Jedi, partie 1 (Jedi Quest #1)
  - The Old Republic – Risques de Paix, partie 3 (The Old Republic - Threat of peace #3)
  - Jango Fett – Liens de Sang, partie 1 (Jango & Boba Fett - Blood Ties #1)
  - La mort du capitaine Tarpals (The Death of Captain Tarpals in Tales #3)
17. X-Wing Rogue Squadron - Carnet de bord (mars 2012)
  - La Quête des Jedi, partie 2 (Jedi Quest #2)
  - The Old Republic – Risques de Paix, partie 4 (The Old Republic - Threat of peace #4)
  - Jango Fett – Liens de Sang, partie 2 (Jango & Boba Fett - Blood Ties #2)
18. Stéphane Créty & Julien Hugonnard-Bert - Deux frenchy en pleins univers Star Wars (mai 2012)
  - La Quête des Jedi, partie 3 (Jedi Quest #3)
  - Cellule d'isolement (Single Cell in Tales #7)
  - Jango Fett – Liens de Sang, partie 3 (Jango & Boba Fett - Blood Ties #3)
19. Interview de Randy Stradley (juillet 2012)
  - La Quête des Jedi, partie 4 (Jedi Quest #4)
  - Jango Fett – Liens de Sang, partie 4 (Jango & Boba Fett - Blood Ties #4)
  - Trois contre la galaxie (Three against the Galaxy in Tales #3)
  - Le chef Jedi (Jedi Chef in Tales #7)
20. Interview de Stéphane Roux (septembre 2012)
  - Bobba Fett : Destruction (Boba Fett - Twin Engines of Destruction)
  - Han Solo : Mission sur Vandelheim (Marvel Star Wars #98)
  - Incident à la Station Horn (Incident at Horn Station in Tales #2)
21. Un dossier complet sur l'Empire Ecarlate (novembre 2012)
  - Lando Calrissian : Lady Luck (Lady Luck in Tales #3)
  - Les Meneurs de Horde (Nerf Herder in Tales #7)
  - Le Destin, la Fortune et la bouche de Sarlacc (Fortune, Fate, and the Natural History of the Sarlacc in Tales #6)
  - Sergio Aragonès explose Star Wars (Sergio Aragonès stomps Star Wars)

## Les numéros de la seconde formule
1. Nouveau ! (janvier 2013)
  - Mythologie (Mythology in Tales #14)
  - L'art de faire des affaires... (The Art of the Bad Deal in Free Comic Book Day Comics 2012)
  - Boba Fett est mort !, partie 1 (Blood Ties - Boba Fett is Dead #1 et 2)
  - Une Étoile de la Mort est née (A Death Star Is Born in Tales #4)
2. Nouveau ! (mars 2013)
  - Boba Fett est mort !, partie 2 (Blood Ties - Boba Fett is Dead #3 et 4)
  - Jabba Le Hutt : Trahison (Jabba the Hutt: Betrayal)
  - Jabba : Celle qui parvint à s'enfuir (The One that Got Away in Tales #8)
  - Force Fiction (Force Fiction in Tales #2)
3. La Tribu Perdue des Sith / Dossier Tom Palmer (mai 2013)
  - La Tribu Perdue des Sith : Spirale, partie 1 (Lost Tribe of the Sith: Spiral #1 et 2)
  - Stormtrooper : Dans l'Enfer de la Bataille (Trooper in Tales #10)
  - Luke Skywalker : Toujours en état après toutes ces années (Marvel Star Wars #87)
4. La Tribu Perdue des Sith (Conclusion) / Dark Vador : Mission solo (juillet 2013)
  - La Tribu Perdue des Sith : Spirale, partie 2 (Lost Tribe of the Sith: Spiral #3 à 5)
  - Stormtrooper : Pause Déjeuner (Lunch Break in Tales #16)
  - Dark Vador en Mission Solo (Empire #14)
5. Boba Fett et Dark Vador / Dark Vador : La Prison Fantôme (septembre 2013)
  - Dark Vador et la Prison Fantôme, partie 1 (Darth Vader and the Ghost Prison #1 et 2)
  - Boba Fett : Le Vaisseau de la Peur, partie 1 (Adventures: Boba Fett and the Ship of Fear 1/2)
6. Boba Fett et Dark Vador / Dark Vador : La Prison Fantôme (novembre 2013)
  - Dark Vador et la Prison Fantôme, partie 2 (Darth Vader and the Ghost Prison #3 à 5)
  - Boba Fett : Le Vaisseau de la Peur, partie 2 (Adventures: Boba Fett and the Ship of Fear 2/2)
  - La plus belle de mes fêtes d'anniversaire (Best Birthday Ever in Tales #16)
7. Le Code d'honneur des contrebandier / La Purge Jedi (janvier 2014)
  - Purge - La Main de Fer du Tyran (The Tyrant's Fist #1 et 2)
  - Obi-Wan Kenobi : Le Code des Contrebandiers, partie 1 (The Clone Wars: The Smuggler's Code 1/2)
  - Le Masque de la Mort (Death Masque)
8. Terreur dans les ténèbres / La Ballade de Luke (mars 2014)
  - Dark Vador : Terreur dans les ténèbres, partie 1 (Darth Vader and the Cry of Shadows #1 et 2)
  - Obi-Wan Kenobi : Le Code des Contrebandiers, partie 2 (The Clone Wars: The Smuggler's Code 2/2)
  - La Ballade de Luke Skywalker (Luke Skywalker's Walkabout in 1999 Dark Horse Presents Jr.)
9. Retour sur Dagobah ! (mai 2014)
  - Dark Vador : Terreur dans les ténèbres, partie 2 (Darth Vader and the Cry of Shadows #3 à 5)
  - Yoda & Luke Skywalker : Le Trésor des Serpents-Dragons, partie 1 (Adventures: Luke Skywalker and the Treasure of the Dragonsnakes 1/2)
10. Luke face aux serpents dragons / Jabba Forever (juillet 2014)
  - Boba Fett : Ennemi de l'Empire, partie 1 (Boba Fett: Enemy of the Empire #1 et 2)
  - Yoda & Luke Skywalker : Le Trésor des Serpents-Dragons, partie 2 (Adventures: Luke Skywalker and the Treasure of the Dragonsnakes 2/2)
  - Jabba the Hutt : Un contrat sur la tête de Gaar Suppoon (Jabba the Hutt: The Gaar Suppoon Hit)
11. Rebelles à en mourir ! / Dark Maul : Fils de Dathomir (septembre 2014)
  - Boba Fett : Ennemi de l'Empire, partie 2 (Boba Fett: Enemy of the Empire #3 et 4)
  - Star Wars : La Grande Arnaque, partie 1 (Rebel Heist #1 et 2)
  - Dark Maul : Fils de Dathomir, partie 1 (Darth Maul: Son of Dathomir #1 et 2)
12. Rebelles : La Grande Arnaque / Dark Maul : Le Bout du chemin (novembre 2014)
  - Star Wars : La Grande Arnaque, partie 2 (Rebel Heist #3 et 4)
  - Dark Maul : Fils de Dathomir, partie 2 (Darth Maul: Son of Dathomir #3 et 4)